# Groeiring

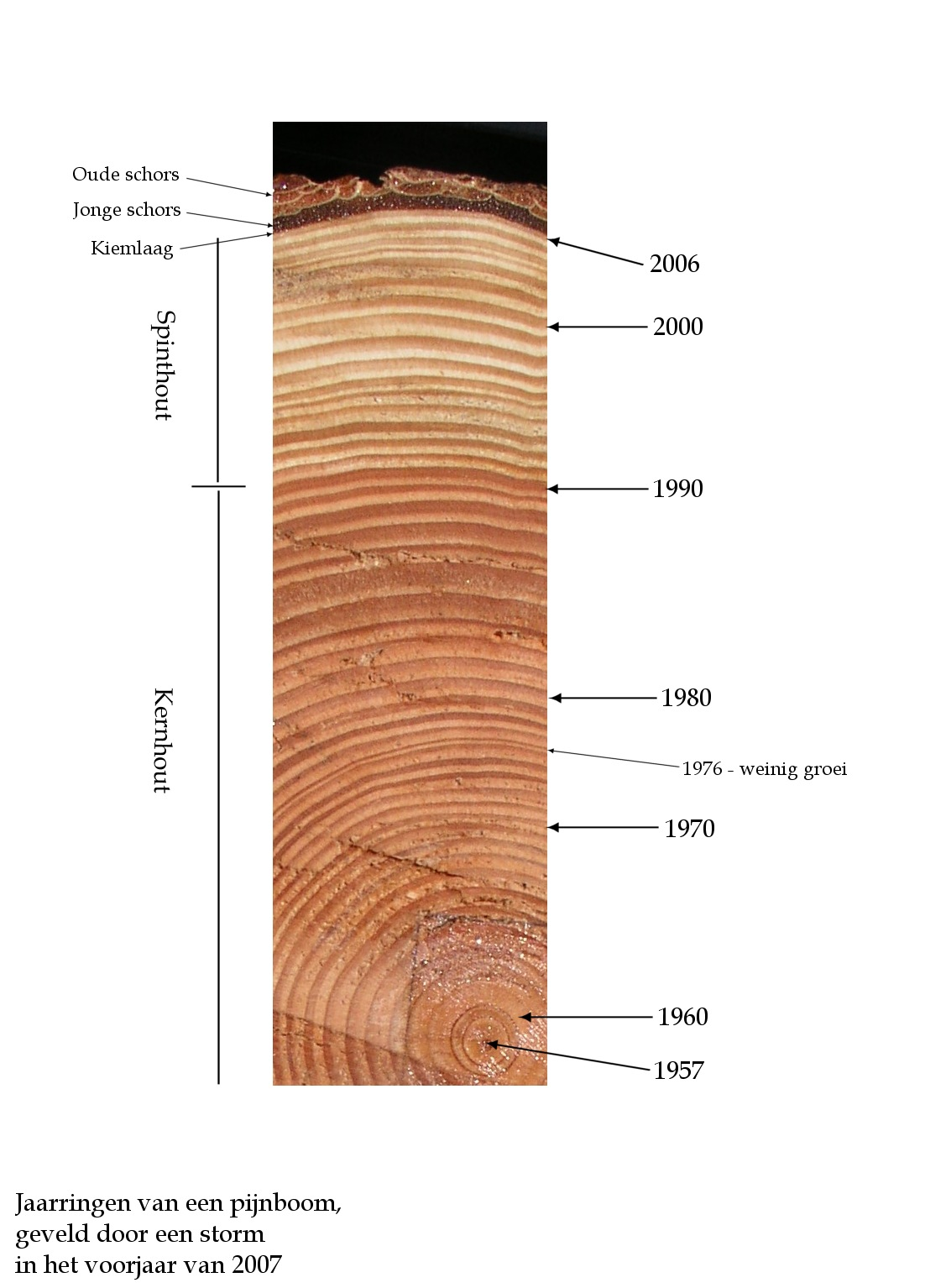
Groeiringen van een in feb 2007 omgewaaide pijnboom

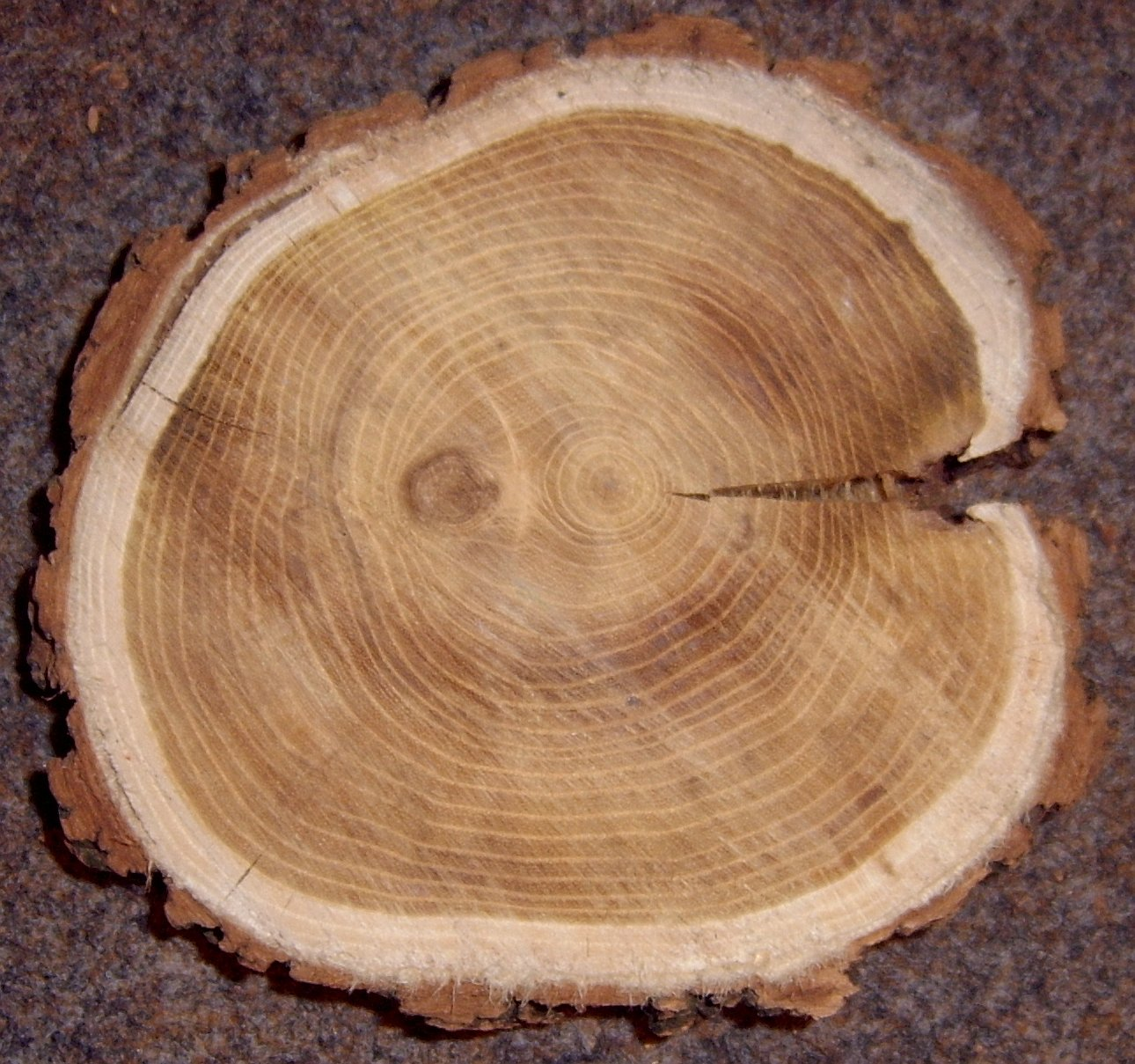
Groeiringen van robinia

Groeiringen, of, populair gezegd, jaarringen, zijn patronen die vooral herkenbaar zijn op de doorsnee van dwars gezaagd hout (kopshout). Groeiringen zijn ook herkenbaar op langshout, in het bijzonder op dosse gezaagd hout waar ze de vorm hebben van zogeheten vlammen.
Bomen, vooral bomen die groeien in een gematigd klimaat, hebben een wisselende groeisnelheid. Rondom het binnenste, reeds afgestorven hout bevindt zich een levende laag, waarin het cambium zorgt voor de diktegroei. Onder gunstige omstandigheden groeit de boom snel en zijn de cellen van het hout wijd van diameter; wordt het weer slechter dan worden ook de cellen kleiner van diameter.

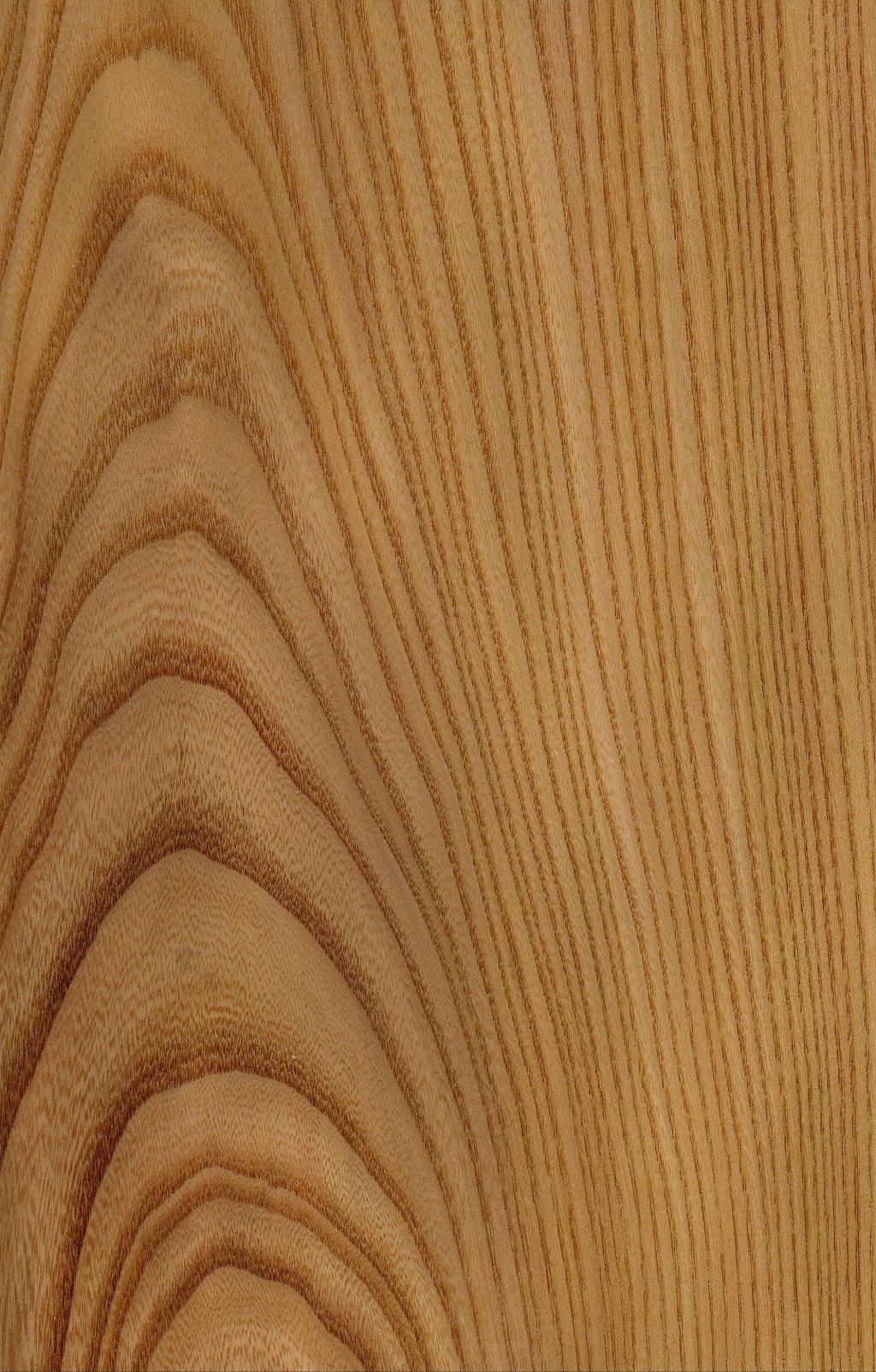
groeiringen in de vorm van vlammen op een dosse vlak (iepen)

Op doorsnee zijn deze verschillen zichtbaar als lijnpatronen die concentrische ringen vormen. Deze heten groeiringen. Deze zijn met name duidelijk als de groei geruime tijd geheel stilvalt, zoals in de winter, of bij een uitgesproken droog seizoen. Vaak wordt er per jaar één groeiring aangelegd, en in dat geval kan men aan een omgezaagde boom (of aan een uitgeboorde kern) zien op welke leeftijd deze is geveld door het aantal ringen van de rand naar het centrum te tellen.
Het is in principe ook mogelijk dat er in één jaar meer dan één groeiring gevormd wordt, of dat er in een jaar helemaal geen groeiring gevormd wordt. De term "jaarring" is dan ook minder juist.
In drogere en nattere omstandigheden, of in koudere en warmere, zullen bomen groeiringen van verschillende dikte vormen. De zo ontstane patronen van dikkere en dunnere groeiringen zijn te vinden bij alle bomen in een bepaald gebied, die aan dezelfde klimaatomstandigheden zijn blootgesteld. Deze vergelijkbare patronen (te zien als lichte en donkere ringen op de foto's) worden gebruikt in de dendrochronologie.
Ook de elfjarige zonnecyclus (minima en maxima van zonneactiviteit) is terug te vinden in de groeiringen van bomen. Tijdens maxima zijn de ringen dikker.
Rondom de groeiringen van een boom kan zich marginaal parenchym bevinden. Bij tropische soorten is dit vaak de meest duidelijke manier om groeiringen te herkennen.

## Jaarcycli in andere organismes
Ook in andere materialen en afzettingen zijn jaarcycli te herkennen, al kan men vaak niet spreken van jaarringen of groeiringen. Zo is in de schubben van vele soorten vissen en de osteodermen van krokodilachtigen seizoensvariatie te herkennen, maar ook in afzettingen van sneeuwlagen in gletsjers en poolgebieden en op Groenland. In zulke lagen, maar ook in sedimentgesteenten kan voldoende regelmaat zitten om van een jaarcyclus te kunnen spreken. Elk laagje in gesteente met een jaarcyclus wordt een warve genoemd en evenals sneeuwlagen worden dergelijke afzettingen gebruikt voor datering in de geochronologie. Voorbeelden van warven zijn te vinden in:
- Gelaagde bodems onder het kalme water van sommige meren.
- De afwisseling van fijne en grove lagen die ontstaat in de beddingen van rivieren die in het voorjaar sneller stromen dan normaal.